# Українське Міщанське Братство (Бучач)
Українське Міщанське Братство (іноді Українське Міщанське Брацтво, УМБ) у Бучачі — громадська організація українців міста. Діяла на основі статуту товариства «Просвіта» до московсько-більшовицької окупації у 1939 році.

## Відомості
Під час першої світової та українсько-польської воєн призупинили діяльність філії українського товариства «Просвіта» та москвофільського «Общества ім. Качковського» в Бучачі. У 1923 році відвідувачі читалень обидвох товариств вирішили створити спільну організацію, яку назвали «Українське Міщанське Братство». Діяльність провадили на основі статуту товариства «Просвіта». Загальні Збори УМБ відбулись десь у середині 1923 року, на яких, зокрема, почали вирішувати питання з приміщенням. За іншими спогадами, 1921 року «Міщанське Братство» відновило свою діяльність.
За пропозицією, мабуть, Степана Кізюка, вирішили збудувати власне приміщення на місці звалищ (руїн) колишньої жіночої бурси, яку збудували за сприяння москвофіла д-ра Володимира Могильницького, який після першої світової проживав у Югославії і погодився продати «ґрунт» з руїнами за невеликі гроші. Будівництво провели члени УМБ способом толоки, будівельний матеріал закупили в основному коштом бучачан зі США.
Сходини (зустрічі) відбувались ледь не щонеділі, зокрема, лектори (іноді зі Львова) читали доповіді на різні теми.
Отець Адріян Добрянський, катехит і заступник директора Бучацької державної гімназії, при УМБ заснував допомогову фундацію, кошти якої допомагали незаможним українським студентам.
При УМБ діяли:
- аматорський гурток, який брав участь у концертах, виставах
- хор, його співаки також були членами церковного хору під керівництвом Йосафата Рогатинського ЧСВВ
- товариство «Сокіл» (засноване, ймовірно, 1929), в якому переважала молодь;при ньому постала секція копаного м'яча, при якій створили команду, назвали «Буревій»

### Відомі люди
Єдиним та незмінним секретарем УМБ був Іван Бобик.

#### Очільники
- д-р Іларіон Боцюрків
- Михайло Береза — репресований совітами
- Корнило Крушельницький — репресований совітами, батько лікаря Корнила Крушельницького
- NN

#### Діячі
д-р Володимир Гамерський, д-р А. Слюзар, мгр Теодор Данилів, та інші.